# La Iglesia de Jesucristo de los Santos de los Últimos Días en la Polinesia Francesa

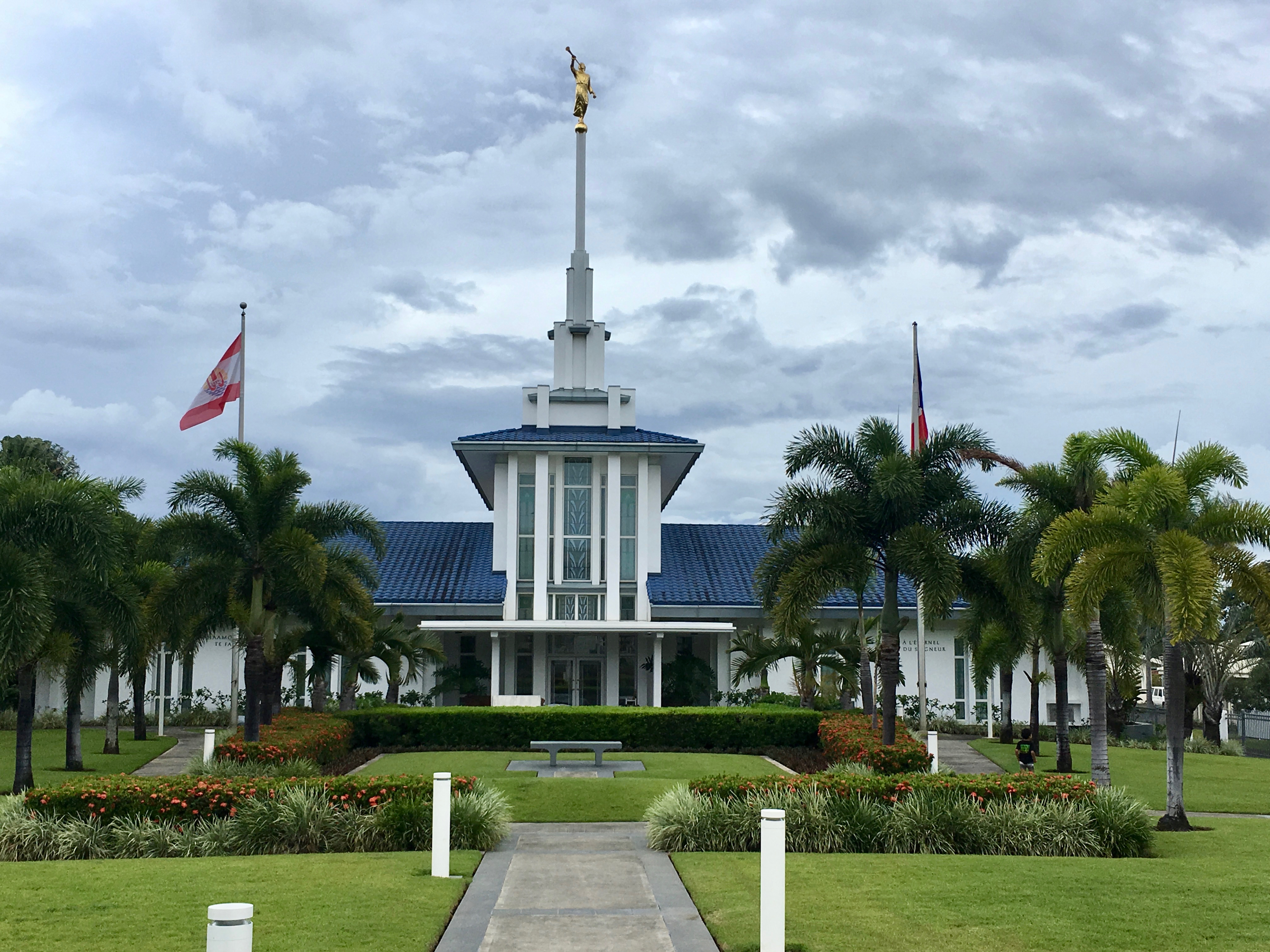
Temple mormón de Tahití.

## Fundación de la Iglesia en el Pacífico
En 1843, Joseph Smith llamó a los misioneros a ir a las islas del Pacífico. Ésta era la primera vez que la Iglesia se volvería hacia una lengua y una cultura extranjeras. Esta misión fue realizada esencialmente por dos misioneros que habían recibido instrucciones de estar en su campo de misión hasta que se les relevara o remplazara. Estuvieron en su misión durante nueve años y más. El 30 de abril de 1843, Addison Pratt, F. Hanks, Noah Rogers y Benjamin F. Grouard llegaron por primera vez a Polinesia, a la isla de Tubuai, en las islas de la Sociedad. En Polinesia, los franceses y los ingleses se encontraban en guerra. Sin embargo, la llegada de los franceses y la instalación de un protectorado en 1842 fueron favorables a la entrada de misioneros mormones a las islas. Proclamando la libertad religiosa para los católicos, los franceses la proclamaron para todos. No obstante, en Tahití, el estado de guerra y los misioneros ingleses levantaron a los insulares contra los misioneros mormones contando Benjamin F. Grouard nueve conversos en seis meses de trabajo.

## Primeros conversos en Tubuai
En Tubuai, Addison Pratt descubrió una situación diferente. No había misioneros británicos en la isla después de mucho tiempo y conquista francesa de Tahití no había tenido repercusión. Los habitantes de Tabuai, tanto jefes como predicadores insistieron a Pratt para que fuera su instructor. El 29 de julio de 1844 se organizó la rama de Tubaí de La Iglesia de Jesucristo de los Santos de los Últimos Días, la primera del Pacífico, con once miembros. El número de bautismos aumento hasta tener sesenta conversos en una población de doscientos insulares. Después de diez meses, Addison Pratt escribió a Brigham Young: «El Señor ha bendecido mucho mis débiles esfuerzos por difundir el Evangelio. He bautizado a 57 personas en esta isla… Entre ellas, hay una reina…, un virrey, su esposa y su hija,… el jefe principal y su mujer… y varios líderes subalternos…»

## Anaa y Tuamotu
El 1 de mayo de 1845, Benjamin F. Grouard llegó a la isla de Anaa y fue acogido por los jefes de la isla. Uno de ellos declaró: «Sois el primer misionero del país de los blancos que ha venido a nuestro pobre país para vivir entre nosotros, los misioneros ingleses de Tahití nunca han querido venir porque nuestro país no tiene muchas cosas buenas para comer como las que tienen allí… Y ahora, ya que tú nos has amado hasta el punto de venir hasta nosotros, nosotros estamos muy contentos y trataremos hacerte sentir a gusto y feliz». Los primeros bautismos tuvieron lugar el 25 de myo de 1845, tres semanas después de su primer sermón. El 1 de agosto, había bautizado a 355 insulares, entre los que se encontraban el gobernador, los jefes y los jueces. El 21 de septiembre había organizado ya cinco ramas con 17 oficiales y 60 miembros. El 24 de septiembre de 1846 se organizó la primera conferencia de santos de los últimos días en Polinesia, teniendo lugar en la isla de Anaa. Diez ramas de la Iglesia estuvieron representadas con un total de 866 almas “honorablemente conocidas”.

## Paso a la dirección local
La salida de Addison Pratt y de sus compañeros marca el fin de la primera etapa de la historia de la Iglesia de los Santos de los Últimos Días en la Polinesia Francesa e inaugura un segundo periodo caracterizado por los esfuerzos de los dirigentes locales por preservar la organización y las enseñanzas de la Iglesia. Durante un periodo de violentas persecuciones religiosas, los santos insulares dieron nuevos nombres a sus grupos, entraron en la clandestinidad e intentaron continuar. Con el tiempo se encontrarían los siguientes grupos: israelitas, abrahamitas, darkitas, chorlitos y “mormones”. A pesar de la impresión de apostasía dada por estos grupos, la organización en ramas y las firmas de culto fueron preservadas hasta la llegada de misioneros de Utah en 1892.
Durante los años 1890, cinco presidentes de misión dirigieron a los santos polinesios. La misión de las Islas de la Sociedad, reabierta en 1892, englobó a los habitantes de seis grupos de islas, las cuales eran las Islas de la Sociedad, las islas Australes, el archipiélago de Tuamotu, las Marquesas, las Islas Gambier y las Islas Cook. El 31 de diciembre de 1895 había 984 SUD en las islas y al final de siglo, unos mil. Sobre una población de 429 almas en Tubuai, 159 eran SUD, de 4742 en Tuamotu, 905 eran miembros de la Iglesia, un quinto de la población de las islas.
El 31 de diciembre de 1993 la población de la Iglesia en la Polinesia Francesa era de 11.644 miembros inscritos en los registros.

## Escuela y templo
Con el acuerdo con el gobierno, el 25 de mayo de 1963 se dio la primera paletada de tierra para la construcción de la Escuela Primaria Elemental SUD en Papeete. En 1983, Gordon B. Hinckley, presidente de la Iglesia, consagró el templo en Tahití.
- Datos: Q5909268
- Multimedia: The Church of Jesus Christ of Latter-day Saints in French Polynesia / Q5909268